# Бронепоїзд №56

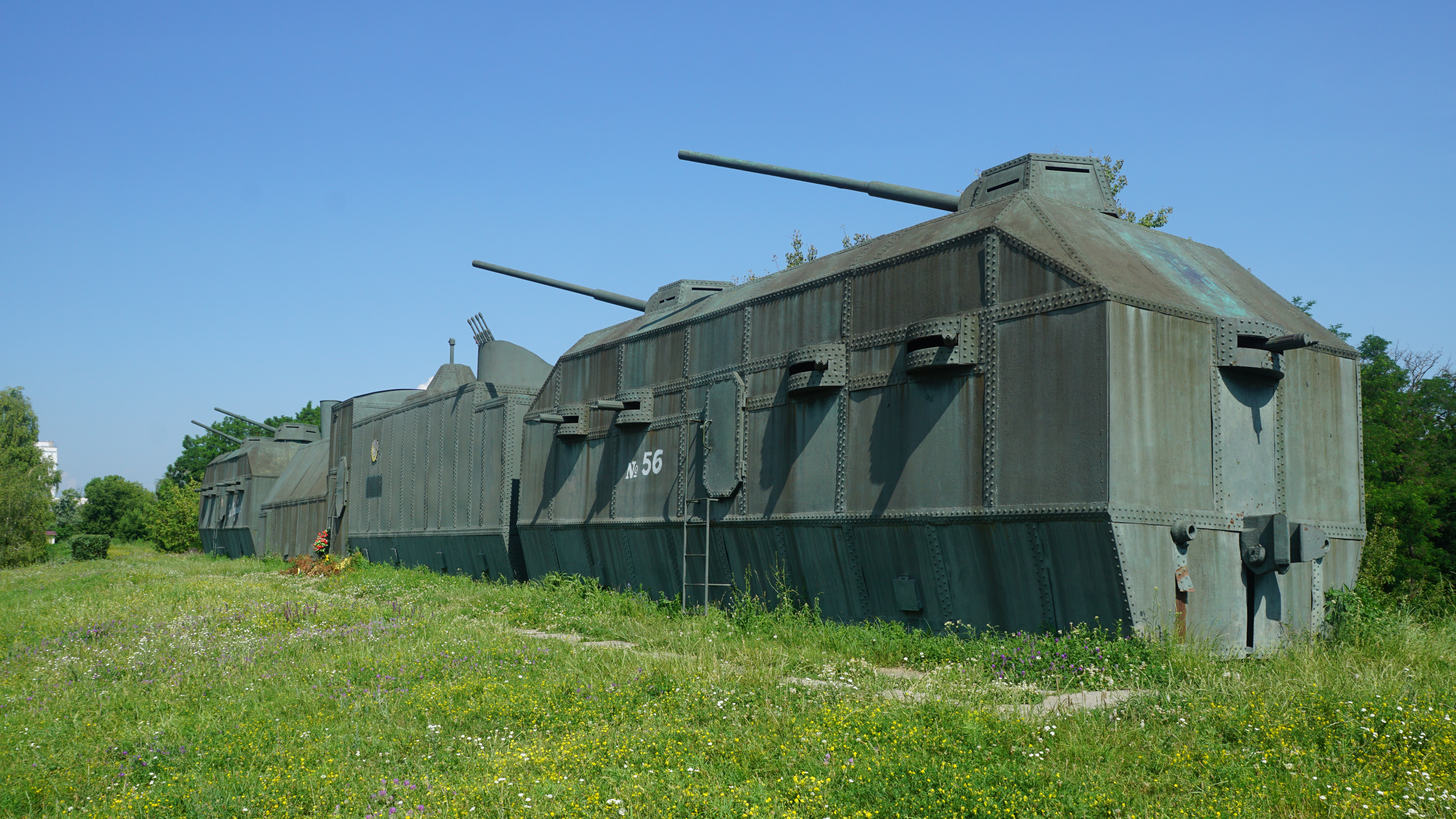
Макет бронепотягу № 56

Бронепотяг № 56 військ НКВС — бронепотяг сформований 23 червня 1941 року для оборони Києва. Пізніше брав участь в обороні залізничного мосту в районі Канева. Внаслідок пошкодження бронепотягу та мосту був покинутий на правому березі Дніпра. Пізніше, в 1980 році з нагоди 35-річчя Перемоги у Великій Вітчизняній війні був створений «Пам'ятник героям бронепоїзда № 56» (також «Пам'ятний знак героям бронепоїзда № 56») у вигляді макета бронепотягу в натуральну величину.

## Бойовий шлях
Бронепотяг був створений 23 червня 1941 року на базі Черкаського навчального бронедивізіону військ НКВС і одразу вирушив на Київ. Складався з двох бронемайданчиків, що мали чотири 76-мм гармат та 16 станкових кулеметів (по дві гармати та вісім кулеметів кожна), бронепаровоза з зенітним кулеметом та двох платформ прикриття, передньої з протитанковою гарматою та зенітним кулеметом та задньої з двома кулеметами, бронедрезини. Екіпаж бронепотягу — понад 100 чоловік: артилеристи, кулеметники, взвод розвідки та зв'язку, взвод керування, бригада ремонтників та паровозна бригада. Командир бронепотягу: старший лейтенант Петро Кирилович Іщенко, комісар — молодший політрук Василь Олексійович Казарін.
Першим завданням бронепотягу була оборона дільниць Київ — Тетерів, Київ — Фастів. Перший бій — участь у відбитті авіаналіту на Київ 25 червня 1941.
20 липня 1941 року відбув у розпорядження 26-ї армії для оборони дільниці Біла Церква — Миронівка — Канів.
Під час оборони залізничного мосту через Дніпро біля Канева були пошкоджені і міст, і бронепотяг, який був підірваний саперною командою і залишений 14 серпня 1941 року на правому березі Дніпра. Екіпаж бронепотягу відступив на лівий берег.
Після війни ані залізничний міст, ані станція Канів та під'їзні залізничні шляхи до міста не були відновлені.

## Втрати
За час двомісячних боїв екіпаж бронепотягу втратив дев'ять бійців вбитими та п'ятнадцять пораненими. За радянськими даними бронепотяг знищив один «Юнкерс», одинадцять танків, п'ять броньованих тягачів, дві бронемашини, п'ять протитанкових гармат, дванадцять мінометів, дві артилерійських батареї та біля трьох тисяч солдат супротивника.

## Нагороди
29 грудня 1941 року всі бійці та командири були нагороджені орденами та медалями. З них дев'ятнадцять отримали орден Червоного Прапора, двадцять два — орден Червоної Зірки. Капітан Петро Іщенко та комісар Василь Каразін були нагороджені орденом Леніна.
14 квітня 1943 року бронепотяг № 56 був нагороджений орденом Червоного Прапора та став єдиною військовою частиною, нагородженою за оборону Києва.

## Пам'ять
В 1960 на Кіностудії ім. Довженка був знятий фільм «Фортеця на колесах» присвячений бронепотягу № 56.
В 1980 році з нагоди 30-річчя Перемоги в Каневі був встановлений «Пам'ятник героям бронепоїзда № 56» у вигляді макета бронепотягу № 56 в натуральну величину. Назву Героїв бронепоїзда носить також прилегла до пам'ятника вулиця.
З 2012 року пам'ятник став частиною експозиції Музею військової техніки під відкритим небом.